# 남 몰래 흘린 눈물
"남 몰래 흘린 눈물"은 한국에서 제작된 남상진 감독의 1969년 영화이다. 신영균 등이 주연으로 출연하였고 황의식 등이 제작에 참여하였다.

## 출연

### 주연
- 신영균
- 문희
- 주란지

## 기타
- 조명: 마용천
- 미술: 정우택